# Soľ
Soľ (maďarsky Sókút) je obec na východním Slovensku v okrese Vranov nad Topľou v Prešovském kraji. Žije zde přibližně 2 600 obyvatel.
Katastrem obce protéká řeka Topľa. Samotnou obcí protéká Slaný potok, který se pravostranně vlévá do Topľy.

## Dějiny
Obec Soľ patří k nejstarším obcím na východním Slovensku. Výhodná geografická poloha v údolí řeky Topľy ji už v době kamenné předurčila na místo lidského sídliště, které se s přestávkami rozvíjelo až do současnosti. Nejstarší písemná zmínka pochází z roku 1252. V listině vydané Jágerskou kapitulou u příležitosti dělení majetků zemana Filka, bratra Číze z Moravian, se uvádí, že zmíněný zeman Číz daroval Soľ, spolu s jinými majetky, svému bratrovi Štěpánovi a jeho dědicům, což všichni potvrdili před Jágerskou kapitulou v přítomnosti svědků.

## Doprava
Na okraji obce se nachází železniční stanice, kterou prochází neelektrifikovaná železniční trať spojující Prešov a Humenné.
Ve středu obce je autobusová zastávka. Obec se nachází na hlavní silnici I/18 mezi Prešovem a Vranovem nad Topľou, resp. Michalovcemi.

## Školství
V obci se nachází základní devítiletá škola, která pro druhý stupeň (5. až 9. ročník) pokrývá i okolní obce Hlinné a Rudlov. Škola má dvě budovy s třídami. Stará budova byla postavena v roce 1957 a nová budova v roce 1975. Propojeny jsou zasklenou spojovací chodbou, pod kterou se nachází skleník. V areálu školy jsou i školní dílny, park a dopravní a sportovní hřiště.

## Významné osobnosti
V letech 1627–1629 působil na evangelické základní škole Jakub Jakobeus, český humanista, básník a prozaik.